# 이별 그리고 사랑
《이별 그리고 사랑》은 1986년 1월 22일부터 1986년 7월 31일까지 방영된 KBS 수목드라마이다.
사각관계로 풀어가는 남녀간의 사랑에 초점을 맞춘 정현적인 멜로드라마로, 중년 여자의 심리묘사가 뛰어나고 적절하게 농축된 대사 등으로 인해 20대보다는 30대 이상에게 더 인기를 얻었다.

## 등장 인물
- 김민자 : 서지원 역
- 박근형
- 장용
- 윤소정
- 박길라

## 참고 사항
- 윤소정이 해당 드라마를 통해 안방극장 복귀를 했다.[3]